# Una fortuna peligrosa
Una fortuna peligrosa (1993) es una novela de Ken Follett. El autor presenta en esta obra a su primera protagonista femenina, que juega un papel de malvada: Augusta, una dama sin escrúpulos, dominante y muy bella.

## Argumento
En 1866 un escolar muere ahogado en un misterioso accidente. Un compañero, Edward Pilaster, es sospechoso de ser el causante. Su madre, que no desea que el incidente manche su honorabilidad, atrae con invitaciones a su primo Hugh y a Micky Miranda, hijo de un cacique de América del Sur, para que no le delaten. En esos días, el padre de Hugh, se suicida al quebrar la empresa que gestiona, y se queda al cuidado de Augusta, madre de Edward, donde se le tratará como el pobre de la familia.
Ya de adultos, la trama sigue cuando los primos trabajan en el banco Pilaster. Aunque Hugh desempeña un modesto puesto, destaca por sobre su primo en el desarrollo comercial del banco. Mientras, Edward está muy unido a Micky Miranda, quien lo utiliza para obtener financiación del banco para su padre. El primero trata de que el banco evolucione y el segundo lo hunde cada vez más profundamente.